# Naoki Sutō
Naoki Sutō (japanisch 須藤 直輝 Sutō Naoki; * 1. Oktober 2002 in der Präfektur Saitama) ist ein japanischer Fußballspieler.

## Karriere
Naoki Sutō erlernte das Fußballspielen in der Schulmannschaft der Shohei High School. Seinen ersten Profivertrag unterschrieb er am 1. Februar 2021 bei den Kashima Antlers. Der Verein aus Kashima, einer Stadt in der Präfektur Ibaraki, spielte in der ersten japanischen Liga. In seiner ersten Saison als Profi kam er in der ersten Liga nicht zum Einsatz. Am 1. Februar 2022 wechselte er auf Leihbasis zum Zweitligisten Zweigen Kanazawa. Sein Zweitligadebüt für den Verein aus Kanazawa gab Naoki Sutō am 4. Mai 2022 (14. Spieltag) im Auswärtsspiel gegen Albirex Niigata. Hier wurde er in der 76. Minute für Shōgo Rikiyasu eingewechselt. Albirex Niigata gewann das Spiel durch ein Tor von Ryōtarō Itō mit 1:0. Nach insgesamt 15 Zweitligaspielen kehrte Sutō im Januar 2023 zu den Antlers zurück. Nachdem er zwei Spielzeiten bei den Antlers nicht zum Einsatz gekommen war, wechselte er im Januar 2025 auf Leihbasis zum Zweitligisten Kōchi United SC.